# 오노 유타카
오노 유타카(일본어: 大野 豊, 1955년 8월 30일 ~ )는 일본의 전 프로 야구 선수이자 야구 지도자, 야구 해설가·평론가이며 1993년 말 캘리포니아로부터 이적 제의를 받았지만 그 당시 FA 원년이었던 터라 거절했다.

## 상세 정보

### 출신 학교
- 시마네 현립 이즈모 상업고등학교

### 선수 경력
사회인 시대
- 이즈모 시 신용조합

프로팀 경력
- 히로시마 도요 카프(1977년 ~ 1998년)

### 지도자·기타 경력
- 히로시마 도요 카프 1군 투수 코치(1999년)
- NHK 야구 해설위원, 스포츠 닛폰 야구 평론가(2000년 ~ 2009년, 2013년 ~ )
- 아테네 올림픽 일본 국가대표팀 투수 코치(2004년)
- 베이징 올림픽 일본 국가대표팀 투수 코치(2008년)
- 히로시마 도요 카프 1군 수석 코치 겸 투수 코치(2010년 ~ 2012년)

### 수상·타이틀 경력

#### 타이틀
- 최우수 평균 자책점 : 2회(1988년, 1997년)
- 최우수 구원 투수 : 1회(1991년)

#### 수상
- 월간 MVP : 3회(1984년 4월, 1989년 8월, 1997년 4월)
- 사와무라 에이지상 : 1회(1988년)
- 파이어맨상 : 1회(1991년)
- 일본 야구 명예의 전당 헌액자(2013년)

### 개인 기록

#### 첫 기록
- 첫 등판 : 1977년 9월 4일, 대 한신 타이거스 18차전(히로시마 시민 구장), 8회초에 4번째 투수로서 구원 등판, 1/3이닝 5실점
- 첫 탈삼진 : 1978년 4월 1일, 대 야쿠르트 스왈로스 1차전(히로시마 시민 구장), 8회초에 찰리 매뉴엘로부터
- 첫 선발 : 1978년 4월 10일, 대 야쿠르트 스왈로스 6차전(히로시마 시민 구장), 1이닝 3실점
- 첫 승리 : 1978년 8월 12일, 대 야쿠르트 스왈로스 18차전(히로시마 시민 구장), 4회초 1사에 5번째 투수로서 구원 등판·마무리, 5와 2/3이닝 무실점
- 첫 선발 승리·첫 완투 승리·첫 완봉 승리 : 1978년 10월 9일, 대 야쿠르트 스왈로스 26차전(메이지 진구 야구장)
- 첫 세이브 : 1979년 6월 20일, 대 야쿠르트 스왈로스 26차전(히로시마 시민 구장), 6회말 2사에 3번째 투수로서 구원 등판·마무리, 3와 1/3이닝 무실점

#### 기록 달성 경력
- 통산 1000투구 이닝 : 1986년 7월 16일, 대 요미우리 자이언츠 13차전(히로시마 시민 구장), 4회초 2사에 달성
- 통산 1000탈삼진 : 1988년 9월 16일, 대 한신 타이거스 22차전(한신 고시엔 구장), 3회말에 오카다 아키노부로부터 ※역대 77번째
- 통산 1500투구 이닝 : 1989년 9월 20일, 2회초 2사에 달성
- 통산 100승 : 1989년 9월 27일, 대 요미우리 자이언츠 23차전(도쿄 돔), 선발 등판으로 7이닝 2실점 ※역대 100번째
- 통산 500경기 등판 : 1991년 8월 11일, 대 한신 타이거스 14차전(히로시마 시민 구장), 9회초 2사에 2번째 투수로서 구원 등판·마무리, 1/3이닝 무실점으로 세이브 달성 ※역대 66번째
- 통산 100세이브 : 1993년 4월 29일, 대 야쿠르트 스왈로스 4차전(히로시마 시민 구장), 9회초에 2번째 투수로서 구원 등판·마무리, 1이닝 무실점 ※역대 6번째
- 통산 600경기 등판 : 1994년 5월 29일, 대 요미우리 자이언츠 10차전(히로시마 시민 구장), 9회초에 5번째 투수로서 구원 등판·마무리, 1이닝 2실점 ※역대 31번째
- 통산 1500탈삼진 : 1995년 6월 4일, 대 요미우리 자이언츠 10차전(도쿄 돔), 2회말에 마키하라 히로미로부터 ※역대 37번째
- 통산 2000투구 이닝 : 1996년 6월 8일, 대 야쿠르트 스왈로스 10차전(후쿠시마 현영 아즈마 구장), 6회초 3사에 달성 ※역대 73번째
- 통산 700경기 등판 : 1998년 5월 16일, 대 한신 타이거스 6차전(히로시마 시민 구장), 선발 등판으로 1이닝 2실점에서 패전 투수 ※역대 13번째

#### 기타
- 올스타전 출장 : 10회(1980년, 1982년, 1984년, 1985년, 1987년, 1988년, 1991년, 1992년, 1993년, 1997년)
- 100승 100세이브 ※역대 4번째[2]
- 14경기 연속 세이브 : 1991년 4월 18일, 대 한신 타이거스 2차전(한신 고시엔 구장) ~ 7월 9일, 대 요미우리 자이언츠 15차전(삿포로 시 마루야마 구장) ※당시 일본 신기록[3]

### 등번호
- 60(1977년)
- 57(1978년 ~ 1979년)
- 24(1980년 ~ 1998년)
- 72(1999년)
- 74(2010년 ~ 2012년)

### 연도별 투수 성적
| 연 도       | 소 속       | 등 판 | 선 발 | 완 투 | 완 봉 | 무 4 구 | 승 리 | 패 전 | 세 이 브 | 홀 드 | 승 률 | 타 자 | 이 닝  | 피 안 타 | 피 홈 런 | 볼 넷 | 고 4 | 몸 맞 | 탈 삼 진 | 폭 투 | 보 크 | 실 점 | 자 책 점 | 평 자 책 | W H I P |
| ----------- | ----------- | ----- | ----- | ----- | ----- | ------- | ----- | ----- | -------- | ----- | ----- | ----- | ------ | -------- | -------- | ----- | ---- | ----- | -------- | ----- | ----- | ----- | -------- | -------- | ------- |
| 1977년      | 히로시마    | 1     | 0     | 0     | 0     | 0       | 0     | 0     | 0        | --    | ----  | 8     | 0.1    | 5        | 1        | 2     | 0    | 0     | 0        | 0     | 0     | 5     | 5        | 135.00   | 21.00   |
| 1978년      | 히로시마    | 41    | 3     | 1     | 1     | 0       | 3     | 1     | 0        | --    | .750  | 314   | 74.1   | 67       | 12       | 28    | 2    | 1     | 54       | 3     | 0     | 34    | 31       | 3.75     | 1.28    |
| 1979년      | 히로시마    | 58    | 4     | 0     | 0     | 0       | 5     | 5     | 2        | --    | .500  | 459   | 105.1  | 106      | 14       | 37    | 2    | 7     | 64       | 1     | 0     | 55    | 45       | 3.84     | 1.36    |
| 1980년      | 히로시마    | 49    | 2     | 0     | 0     | 0       | 7     | 2     | 1        | --    | .778  | 447   | 109.2  | 104      | 7        | 31    | 3    | 4     | 76       | 0     | 1     | 41    | 33       | 2.71     | 1.23    |
| 1981년      | 히로시마    | 57    | 0     | 0     | 0     | 0       | 8     | 4     | 11       | --    | .667  | 437   | 111.0  | 84       | 10       | 31    | 3    | 5     | 78       | 6     | 0     | 36    | 33       | 2.68     | 1.04    |
| 1982년      | 히로시마    | 57    | 0     | 0     | 0     | 0       | 10    | 7     | 11       | --    | .588  | 441   | 106.1  | 94       | 9        | 40    | 5    | 3     | 82       | 4     | 0     | 39    | 31       | 2.62     | 1.26    |
| 1983년      | 히로시마    | 49    | 5     | 2     | 1     | 0       | 7     | 10    | 9        | --    | .412  | 465   | 115.1  | 90       | 14       | 38    | 4    | 4     | 89       | 3     | 1     | 49    | 45       | 3.51     | 1.11    |
| 1984년      | 히로시마    | 24    | 21    | 9     | 2     | 1       | 10    | 5     | 2        | --    | .667  | 615   | 147.0  | 133      | 14       | 49    | 2    | 4     | 95       | 4     | 0     | 52    | 48       | 2.94     | 1.24    |
| 1985년      | 히로시마    | 32    | 26    | 6     | 0     | 0       | 10    | 7     | 2        | --    | .588  | 706   | 161.2  | 157      | 26       | 80    | 3    | 0     | 86       | 2     | 0     | 79    | 73       | 4.06     | 1.47    |
| 1986년      | 히로시마    | 15    | 15    | 2     | 1     | 0       | 6     | 5     | 0        | --    | .545  | 383   | 92.0   | 97       | 10       | 15    | 1    | 4     | 63       | 1     | 0     | 36    | 28       | 2.74     | 1.22    |
| 1987년      | 히로시마    | 25    | 25    | 8     | 1     | 1       | 13    | 5     | 0        | --    | .722  | 655   | 159.2  | 144      | 14       | 35    | 1    | 3     | 145      | 1     | 0     | 58    | 52       | 2.93     | 1.12    |
| 1988년      | 히로시마    | 24    | 24    | 14    | 4     | 3       | 13    | 7     | 0        | --    | .650  | 723   | 185.0  | 132      | 11       | 39    | 4    | 3     | 183      | 4     | 0     | 46    | 35       | 1.70     | 0.92    |
| 1989년      | 히로시마    | 19    | 19    | 5     | 4     | 1       | 8     | 6     | 0        | --    | .571  | 555   | 145.2  | 97       | 4        | 36    | 4    | 1     | 139      | 4     | 0     | 36    | 31       | 1.92     | 0.91    |
| 1990년      | 히로시마    | 27    | 17    | 3     | 1     | 1       | 6     | 11    | 3        | --    | .353  | 527   | 125.0  | 112      | 12       | 46    | 2    | 1     | 118      | 4     | 0     | 54    | 44       | 3.17     | 1.26    |
| 1991년      | 히로시마    | 37    | 0     | 0     | 0     | 0       | 6     | 2     | 26       | --    | .750  | 181   | 46.1   | 28       | 2        | 17    | 4    | 1     | 58       | 3     | 0     | 11    | 6        | 1.17     | 0.97    |
| 1992년      | 히로시마    | 42    | 0     | 0     | 0     | 0       | 5     | 3     | 26       | --    | .625  | 236   | 59.0   | 39       | 5        | 25    | 3    | 0     | 77       | 2     | 0     | 15    | 13       | 1.98     | 1.08    |
| 1993년      | 히로시마    | 31    | 0     | 0     | 0     | 0       | 3     | 1     | 23       | --    | .750  | 149   | 38.0   | 26       | 2        | 13    | 1    | 0     | 46       | 2     | 0     | 10    | 10       | 2.37     | 1.03    |
| 1994년      | 히로시마    | 42    | 0     | 0     | 0     | 0       | 4     | 2     | 18       | --    | .667  | 199   | 48.2   | 34       | 2        | 19    | 1    | 1     | 38       | 3     | 0     | 17    | 13       | 2.40     | 1.09    |
| 1995년      | 히로시마    | 22    | 14    | 4     | 2     | 0       | 7     | 5     | 4        | --    | .583  | 411   | 102.2  | 81       | 7        | 40    | 1    | 1     | 66       | 3     | 1     | 42    | 35       | 3.07     | 1.18    |
| 1996년      | 히로시마    | 19    | 18    | 3     | 1     | 1       | 5     | 4     | 0        | --    | .556  | 502   | 119.0  | 122      | 5        | 33    | 1    | 2     | 72       | 4     | 0     | 54    | 52       | 3.93     | 1.30    |
| 1997년      | 히로시마    | 23    | 23    | 2     | 1     | 0       | 9     | 6     | 0        | --    | .600  | 570   | 135.2  | 121      | 7        | 47    | 2    | 0     | 80       | 3     | 0     | 58    | 43       | 2.85     | 1.24    |
| 1998년      | 히로시마    | 13    | 8     | 0     | 0     | 0       | 3     | 2     | 0        | --    | .600  | 184   | 43.1   | 41       | 4        | 17    | 2    | 0     | 24       | 1     | 1     | 18    | 14       | 2.91     | 1.34    |
| 통산 : 22년 | 통산 : 22년 | 707   | 224   | 59    | 19    | 8       | 148   | 100   | 138      | --    | .597  | 9167  | 2231.0 | 1914     | 192      | 718   | 51   | 45    | 1733     | 58    | 4     | 845   | 720      | 2.90     | 1.18    |

- 굵은 글씨는 시즌 최고 성적.

통산 평균 자책점 2.90은 2000 투구 이닝 이상의 투수 중에서는 역대 30위에 해당되는 성적이다. 그러나 평균 자책점 부문의 랭킹에 들어간 선수는 거의 전원이 1960년대 이전의 선수들이었는데 말하자면 ‘투고타저’였던 시대의 투수이며 1970년 이후에 입단한 선수로 한정하면 이 성적은 사이토 마사키가 기록한 2.77(역대 23위) 다음의 성적이다. 좌익과 우익이 좁고 펜스가 낮은 히로시마 시민 구장을 홈구장으로 하고 있던 것을 고려하면 경이적인 평균 자책점이라고 말할 수 있다.

## 같이 보기
- 사와무라 에이지상